# Belejringen af Port Hudson
Belejringen af Port Hudson foregik i sommeren 1863 da 30.000 unionstropper omringede byen Port Hudson ved Mississippifloden i Louisiana. Formålet med angrebet var, sammen med Vicksburg kampagnen, at overtage kontrollen med Mississippifloden, så den var åben for Unionen i hele sin længde.
De 6.500 sydstatssoldater, som forsvarede byen, holdt stand i 48 dage, og overgav sig først efter Vicksburgs fald.

## Baggrund
Allerede fra starten af den amerikanske borgerkrig var kontrollen med Mississippifloden en væsentlig del af strategien for både Nordstaterne og Sydstaterne. Sydstaterne havde brug for floden til transport af forsyninger, og Nordstaterne ville bruge den til at drive en kile ned gennem Sydstaterne, så de vestlige stater ville blive afskåret fra resten. Af særlig vigtighed for Sydstaterne var den del af floden, hvor floden Red River havde sin udmunding. Floden var af stor betydning for transporten fra vest til øst af salt, kvæg og heste. Den modsatte vej strømmede der mænd og våben.
I foråret 1862 besatte Unionen New Orleans og Memphis i Tennessee. For at sikre sig, at man fortsat kunne benytte det midterste stykke af Mississippi befæstede Sydstaterne Vicksburg i Mississippi og Port Hudson, i Louisiana.
I maj 1863 begyndte Nordstaterne en kampagne, som skulle give dem kontrol over Mississippi floden i hele dens længde. En hær under generalmajor Ulysses S. Grant indledte operationer mod Sydstaternes befæstninger ved Vicksburg i den nordlige ende af den del af floden, som fortsat blev kontrolleret af Sydstaterne. Samtidig rykkede en anden hær under generalmajor Nathaniel P. Banks frem mod Port Hudson, som lå i den anden ende af flodstykket. Banks mødte en styrke fra Sydstaterne den 21. maj i Slaget ved Plains Store. Den 23. maj afsluttede Banks omringningen af Port Hudson med 30.000 – 40.000 tropper. Han håbede på hurtigt at kunne indtage befæstningerne, så kan kunne flytte sin hær nordpå og hjælpe Grant i Vicksburg.
Inde i sydstaternes stillinger i Port Hudson var der ca. 6.800 mand. Deres kommandør var generalmajor Franklin Gardner, som stammede fra New York. Hans mål var at forsvare stillingerne så længe så muligt, så Banks ikke fik mulighed for at støtte Grant og for at bevare Sydstaternes kontrol over denne del af Mississippi.

## Kampene og belejringen
Om morgenen den 27. maj 1863 indledte Banks styrker et voldsomt angreb mod de langstrakte sydstatsbefæstninger. Blandt angriberne var to regimenter af sorte tropper. Angrebene var imidlertid dårligt koordinerede, og de blev afvist med store tab til Unionen.
Andre Cailloux, en fri sort mand fra New Orleans og kaptajn for E kompagniet i 1. Louisiana Native Guard døde heltemodigt i dette første angreb. Hans død fik stor betydning for rekrutteringen af sorte til hæren. Unionsgeneralerne Thomas W. Sherman og Neal Dow blev begge alvorligt såret og oberst Edward P. Chapin blev dræbt i angrebet.
Banks tropper udførte et lige så tilfældigt angreb den 14. juni, og igen blev de slået tilbage, med endog flere døde og sårede, herunder divisionskommandøren Halbert E. Paine, som blev såret og mistede et ben.
Disse kamphandlinger var nogle af de blodigste i hele borgerkrigen. Sydstaterne havde påbegyndt bygningen af forsvarsværker i 1862, og de var nu en fuldendt serie af skanser. En af deres officerer gav følgende beskrivelse af disse barrierer, som i hovedsagen bestod af sammenpakket jord:
| Citat | I en længde af omkring 1,2 km fra floden krydsede linjen en række bakker, plateauer og slugter, og udnyttede de højereliggende områder på nogle steder og fortsatte ned ad stejle skrænter på andre. De næste 2 km passerede linjen over Gibbon's og Slaughter's marker, hvor en bred flad slette syntes udformet med vilje til brug for en slagmark. Dernæst kom en halv kilometer hvor den førtes over dybe regnvandskløfter og derefter godt en kilometer hvor den gik gennem marker og over bakker til en dyb og snæver kløft, hvor Sandy creek løb i bunden. | Citat |
|       | |       |

De udbyggede forsvarslinier og det vanskelige terræn i området hjalp Sydstatshæren med at forsvare område, og Unionshæren havde ingen anden mulighed end at belejre Port Hudson.
Kampene ved Port Hudson viste hvorledes artilleri påvirker gennemførelsen af en belejring. Unionshæren kombinerede artilleriild med skarpskytter mens den forsøgte at forhindre at forsvarerne fik forsyninger af enhver slags. Unionens flåde hjalp til med bombardement fra deres store kanoner. Sydstatshæren besvarede ilden og Unionen byggede egne befæstninger for at kunne beskytte sig.
Belejringen afstedkom afsavn for begge parter, men i begyndelsen af juli var Sydstatshæren i en slem forfatning. De havde stort set ingen mad og ammunition tilbage, og kampe og sygdom havde reduceret antallet af mænd, som kunne deltage i forsvaret af skyttegravene. Da generalmajor Gardner hørte, at Vicksburg havde overgivet sig indså han at hans situation var håbløs og at intet kunne opnås ved at fortsætte.
Overgivelsesbetingelserne blev forhandlet på plads, og den 9. juli 1863 nedlagde sydstatshæren sine våben. Kaptajn Thornton A. Jenkins modtog overgivelsen da Admiral Farragut var i New Orleans.

## Effekt
Belejringen af Port Hudson påvirkede borgerkrigen og de mænd som kæmpede der, på forskellig vis. Overgivelsen gav Unionen kontrollen med Mississippi floden og afskar vigtige stater som Arkansas og Texas. Begge sider havde store tab. Omkring 5.000 fra Nordstaterne blev dræbt eller såret og yderligere 4.000 blev ramt af sygdom eller solstik. Gardner's styrke havde tab på omkring 700, hvoraf flere hundrede døde af sygdom. På bagge sider var der mange af de overlevende, som havde fået en helt nyt syn på krig.
Efter krigen blev nogle få soldater tildelt Æresmedaljen for deres indsats ved Port Hudson, herunder George Mason Lovering fra 4th Massachusetts.